# Рудина (Доњи Вакуф)
Рудина је насељено место у Босни и Херцеговини у општини Доњи Вакуф. Административно припада Федерацији Босне и Херцеговине, односно њеном Средњобосанском кантону. Према попису становништва из 2013. у насељу је живело 64 становника, а већину популације чинили су Бошњаци.

## Становништво
По последњем службеном попису становништва из 2013. године у насељу Јеманлићи живело је 64 становника. Етничку већину у селу чине Бошњаци, а пре рата село је било етнички хетерогено муслиманско-српско.
| Националност | 2013. | 1991.        | 1981.        | 1971.        |
| Бошњаци      | —     | 90 (44,55%)  | 66 (35,68%)  | 91 (36,84%)  |
| Срби         | —     | 109 (53,96%) | 119 (64,32%) | 156 (63,16%) |
| Хрвати       | —     | 0            | 0            | 0            |
| Југословени  | —     | 2 (0,99%)    | 0            | 0            |
| остали       | —     | 1 (0,49%)    | 0            | 0            |
| Укупно       | 64    | 202          | 185          | 247          |